# Chanoga
Chanoga est une ville du Botswana.